# Tokio-Marathon 2017
| 11. Tokio-Marathon    | 11. Tokio-Marathon             |
| --------------------- | ------------------------------ |
| Stadt                 | Tokio, Japan                   |
| Datum                 | 26. Februar 2017               |
| Distanz               | 42,195 Kilometer               |
| Sieger                |                                |
| Männer                | Wilson Kipsang (2:03:58 h)     |
| Frauen                | Sarah Chepchirchir (2:19:47 h) |
| ← Tokio-Marathon 2016 | Tokio-Marathon 2018 →          |
| Website               | Offizielle Website             |

Der Tokio-Marathon 2017 (jap. 東京マラソン2017, Tōkyō Marason 2017) war die elfte Ausgabe der jährlich in Tokio, Japan stattfindenden Laufveranstaltung. Der Marathon fand am 26. Februar 2017 statt. Er war der siebte Lauf des World Marathon Majors 2016/17 und hatte das Etikett Gold der IAAF Label Road Races 2017.
Bei den Männern gewann Wilson Kipsang in 2:03:58 h und bei den Frauen Sarah Chepchirchir in 2:19:47 h, beide mit einem neuen Streckenrekord.

## Ergebnisse

### Männer
| Platz | Athlet                 | Land      | Zeit (h)   |
| ----- | ---------------------- | --------- | ---------- |
| 01    | Wilson Kipsang         | Kenia     | 2:03:58 SR |
| 02    | Gideon Kipketer        | Kenia     | 2:05:51    |
| 03    | Dickson Chumba         | Kenia     | 2:06:25    |
| 04    | Evans Chebet           | Kenia     | 2:06:42    |
| 05    | Alfers Lagat           | Kenia     | 2:07:39    |
| 06    | Bernard Kiprop Kipyego | Kenia     | 2:08:10    |
| 07    | Yohanes Ghebregergis   | Eritrea   | 2:08:14    |
| 08    | Hiroto Inoue           | Japan     | 2:08:22    |
| 09    | Tsegay Kebede          | Äthiopien | 2:08:45    |
| 10    | Hiroyuki Yamamoto      | Japan     | 2:09:12    |

### Frauen
| Platz | Athletin           | Land               | Zeit (h)   |
| ----- | ------------------ | ------------------ | ---------- |
| 01    | Sarah Chepchirchir | Kenia              | 2:19:47 SR |
| 02    | Birhane Dibaba     | Äthiopien          | 2:21:19    |
| 03    | Amane Gobena       | Äthiopien          | 2:23:09    |
| 04    | Ayaka Fujimoto     | Japan              | 2:27:08    |
| 05    | Marta Lema         | Äthiopien          | 2:27:37    |
| 06    | Sara Hall          | Vereinigte Staaten | 2:28:26    |
| 07    | Madoka Nakano      | Japan              | 2:33:00    |
| 08    | Kotomi Takayama    | Japan              | 2:34:44    |
| 09    | Hiroko Yoshitomi   | Japan              | 2:35:11    |
| 10    | Mitsuko Ino        | Japan              | 2:39:33    |